# Тюрбан, Шарль
Шарль Поль Тюрбан (фр. Charles Paul Turban; 3 октября 1845, Страсбург — 10 мая 1905, IX округ Парижа) — французский кларнетист.
Окончил Парижскую консерваторию (1865), ученик Гиацинта Клозе. С 1872 года играл в Оркестре концертного общества Парижской консерватории.
В 1887 году вместе с гобоистом Жоржем Жилле и флейтистом Полем Таффанелем сопровождал Камиля Сен-Санса в его петербургских гастролях.
В 1900—1904 годах профессор Парижской консерватории.
Тюрбану посвящены «Сарабанда и вариации» Рейнальдо Ана и Канцонетта Габриэля Пьерне, а также соната для кларнета и фортепиано Теодора Гуви и Мелодия и скерцетто Артура Кокара (Arthur Coquard). 